# Geistingen
Geistingen ist ein Stadtteil von Hennef (Sieg) und war früher Hauptort der Gegend mit eigenem Kirchspiel, eigener Gemeinde und eigenem Gericht.

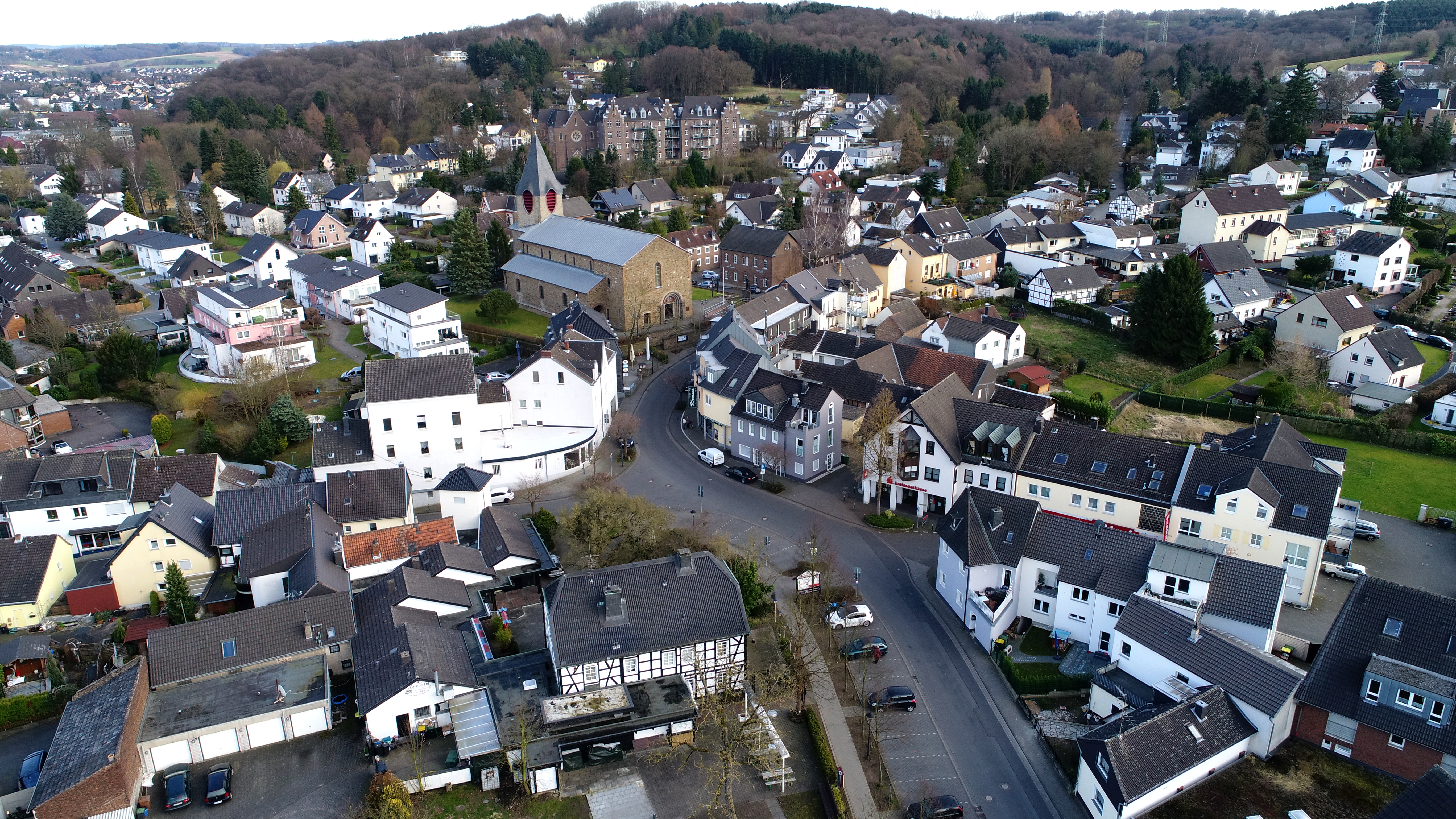
Geistingen, Luftaufnahme, Blickrichtung Osten (2017)

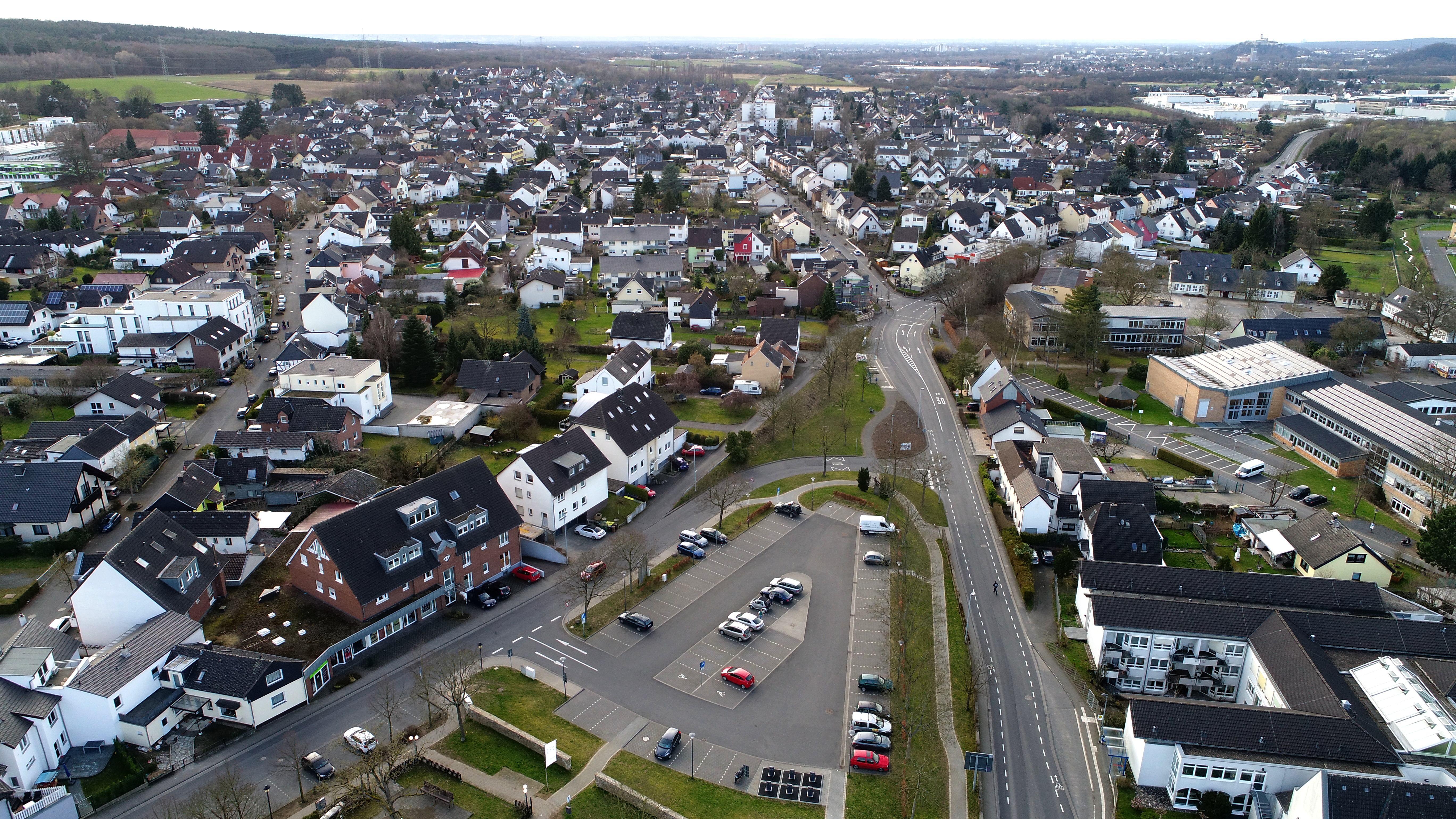
Geistingen, Luftaufnahme, Blickrichtung Westen (2017)

## Erste Erwähnung
Geistingen wurde als erster Ort der Stadt Hennef 799/800 als Geistinge im Namensverzeichnis einer Urkundensammlung des 16. Jahrhunderts benannt. Die Namensendung -ingen weist auf eine fränkische Siedlung hin.

## Besitz
Im Jahr 885 wurde ein Abt Heinrich von Geistingen erwähnt. Er hatte von König Ludwig Geistingen erhalten und stiftete ein Viertel dem Cassius-Stift Bonn.
1075 gehörten die Kirche in Geistingen dem Cassiusstift und der Abtei Michaelsberg zur Hälfte. Die Hoch- und Blutgerichtsbarkeit im Bann Geistingen lag beim Pfalzgrafen und später bei den Grafen von Sayn.

## Einwohner
1817 wohnten hier 609 Einwohner, im Nachbarort Hennef nur 221.

## Religion
In der zweiten Hälfte des 12. Jahrhunderts wurde die alte Pfarrkirche St. Michael gebaut; sie wurde am 8. März 1945 im Zweiten Weltkrieg weitestgehend zerstört. 
1862 wurde zwischen der Bergstraße und der Sövener Straße eine Synagoge erbaut. 1864 wird die Spezialsynagogengemeinde Geistingen gegründet, 1887 mit der von Uckerath vereinigt. Am 10. November 1938, einen Tag nach den Novemberpogromen, wurde die Synagoge niedergebrannt. 1938 wurden alle jüdischen Männer verhaftet, 1942 waren alle Juden aus Hennef vertrieben (geflohen oder Vernichtungslagern zugeführt).
1903 wurde das Kloster Geistingen eröffnet, das wegen seiner Philosophisch-theologischen Hochschule von Papst Benedikt XVI. in seiner Autobiographie „Joseph Kardinal Ratzinger – Aus meinem Leben“ Erwähnung findet, weil er in der Hochschulbibliothek als Bonner Theologieprofessor Studien betrieb. Es bestand bis 2006.
1948–1964 wurde die katholische Kirche St. Michael romanisch wieder aufgebaut bzw. rekonstruiert; der Turm, der Altarraum und einige weitere Elemente wurden modern gestaltet. Baumeister war der Kölner Dombaumeister Prof. Willy Weyres.

## Mittelalter
Im Truchsessischen Krieg wurde Geistingen ebenso wie Hennef 1588 völlig niedergebrannt. Im Spanischen Erbfolgekrieg Anfang des 18. Jahrhunderts wurde Geistingen teilweise zerstört.

## Gerichtsbarkeit
1744 wurde Geistingen neben Warth Gerichtsort auch für Eitorf und Neunkirchen. 1812 wurde unter Napoleon das Landgericht/Friedensgericht nach Hennef verlegt.

## Schule
1791 wurde eine erste Schule in Geistingen erwähnt.

## Auflösung
Zum 1. April 1934 wurde die Gemeinde Blankenberg nach Geistingen eingegliedert. Im selben Jahr wurde die Gemeinde Hennef gebildet und die Gemeinde Geistingen eingegliedert. 1935 wurde die Eigenständigkeit des Ortes Geistingen aufgehoben und dieser dem Ort Hennef zugeschlagen.

## Zweiter Weltkrieg
Am 8. März 1945 wurde der Ortskern von Geistingen von 208 Viereinhalb-Zentner-Bomben zerstört. Der Angriff kostete 44 Menschenleben (Zivilisten und ausländische Zwangsarbeiter), die Kirche wurde zerstört. Laut Beschreibung von Pfarrer Aretz riss der uralte Turm (was auf einen Turm der Gründungskirche schließen lässt), das Langhaus wurde bis auf die Grundmauern zerstört, Chor- und Querhaus waren stark angegriffen. Bereits einen Tag später erschienen die Amerikaner in Geistingen und lieferten sich einen mehrtägigen Kampf mit deutschen Einheiten am nördlichen Siegufer.